# DEME
 Ikke at forveksle med Deme.
DEME NV (fulde navn: Dredging, Environmental and Marine Engineering NV) er en belgisk virksomhed indenfor opmudring, landvinding, offshore og anden marineteknologi. 
Virksomhedens største aktionærer er Ackermans & van Haaren 60,82 % og Vinci 12,11 %.
DEME blev etableret i 1991 ved en fusion mellem begge belgiske Baggerwerken Decloedt & Zoon og Dredging International.